# Вилнюс
Вѝлнюс (на литовски: Vilnius; на полски: Wilno; на беларуски: Вільня; на руски: Вильнюс; на немски: Wilna) е столицата на Литва. Административен център е на Вилнюски окръг, както и на районната Вилнюска община, без да е част от нея. Самият град е обособен в самостоятелна градска община с площ 401 км2.
Разположен е при вливането на река Вилня в река Нерис. Населението му се състои предимно от литовци, но има значително полско и руско малцинство. Градът е един от финансовите центрове на Балтийските страни.

## Название на града
Поради разнообразния етнически състав на населението, населявало Вилнюс през вековете, градът е получил различни названия – на руски Вильна, литовски Vilnius, беларуски Вільня, полски Wilno, иврит װילנע, латвийски Viļņa. Името на града произлиза от названието на река Вилня (литовски Vilnia).
В древните писмени източници се е наложила формата Вильня, Wilnia, Vilna. В други писмени паметници след 14 век се употребява формата Wilno, Vilno и други варианти на това название. В литовските паметници от 1600, 1653 и по-следващите години започва да се среща вариантът Vilnius.
От втората половина на 19 век и особено след потушаването на въстанието от 1863 в Литва, придобива голямо значение начинът на изписване на името на града. Формата Вильна се смятала за руска, а написано като Вильно се смятало като заявяване на полския характер на града (до към края на 1930-те години населението на града е предимно полско).

## История
Вилнюс се споменава за първи път през 1323 г. в писмата на великия княз на Литва Гедиминас до германските градове. В тях той приканва германци и евреи да се заселят в столицата му. Върха в своето развитие Вилнюс достига при великия княз Сигизмунд II Август, който през 1544 г. мести палата си в града. Следват десетилетия на бърз растеж, подпомогнат и от основаването през 1579 г. на Вилнюския университет при крал Стефан Батори, който става един от най-важните културни центрове в Полско-литовската държава.
По време на Руско-полската война от 1654 – 1667 г. градът е окупиран и опожарен, а населението му е избито. Растежът на Вилнюс се прекъсва за известно време, но отново набира сили и в края на XIX век населението му достига 20 000 души, което го прави един от най-големите градове в Северна Европа.

## Местоположение
Вилнюс се намира в Югоизточна Литва на мястото, където река Вилня се влива в река Нерис. Разположението му далеч от географския център на страната може да се обясни с множеството промени в нейните граници през годините. Някога градът е бил не само културно, но и географски в самия център на Великото литовско княжество.
Градът е разположен на 312 км от Балтийско море и главното пристанище на Литва Клайпеда. Магистрали свързват Вилнюс с другите големи градове в страната – Каунас (102 км), Шауляй (214) и Паневежис (135).
Градът се разпростира на 402 квадратни километра. 20,2 % от тях са заети от сгради, а в останалите преобладават зелените (43,9 %) и водните (2,1 %) площи.

## Население
Според последното преброяване на населението от 2001 г. Вилнюс има население от 542 287 души, от които 57,8 % литовци, 18,7 % поляци, 14 % руснаци, 4 % беларуси, 1,3 % украинци и 0,5 % евреи.

## Спорт
- ФК Жалгирис
- ФК Ритеряй

## Известни личности
Родени във Вилнюс
- Марк Антоколски (1843 – 1902), скулптор
- Камила Багинскайте (р. 1967), шахматистка
- Тадеуш Василевски (1933 – 2005), историк
- Владислав II (1362 – 1434), крал
- Ромен Гари (1914 – 1980), френски писател
- Мария Гимбутас (1921 – 1994), американска археоложка
- Аркадий Екатов (1896 – 1941), летец
- Лео Йогихес (1867 – 1919), политик
- Цезар Кюи (1835 – 1918), композитор
- Дариуш Лавринович (р. 1979), баскетболист
- Вилия Матачунайте (р. 1986), певица
- Емилия Плятер (1806 – 1831), революционерка
- Абрам Рабинович (1878 – 1943), шахматист
- Едуард Флегел (1852 – 1886), изследовател
- Яша Хайфец (1901 – 1987), цигулар
- Дейвидас Шемберас (р. 1978), футболист
- Максимилиан Щайнберг (1883 – 1946), руски композитор

Починали във Вилнюс
- Александър Ягелончик (1461 – 1506), крал
- Йонас Басанавичус (1851 – 1927), общественик
- Алгирдас Бразаускас (1932 – 2010), политик
- Сергей Гершелман (1854 – 1910), офицер
- Елена Ивановна (1476 – 1513), велика княгиня
- Янина Мишчукайте (1948 – 2008), певица